# فليتشير برات
فليتشير برات (بالإنجليزية: Fletcher Pratt)‏ (25 أبريل 1897، بوفالو في الولايات المتحدة - 10 يونيو 1956، لونغ برانش في الولايات المتحدة)؛ مترجم، كاتب، مؤرخ وروائي أمريكي.

## روابط خارجية
- فليتشير برات على موقع ميوزك برينز (الإنجليزية)